# 变得有些奢侈的事巡回演唱会
变得有些奢侈的事巡回演唱会（英語：Sometimes, Less is More Concert Tour），是台湾女歌手徐佳莹的第四次个人大型巡回演唱会，于2023年11月4日在台北小巨蛋揭开序幕，巡演橫跨亚洲和大洋洲，也是徐佳瑩首度於西方國家開唱，也是徐佳瑩的首次世界巡演。

## 背景
2023年，徐佳莹在第34届金曲奖中获得最佳作曲人奖，此前第六张个人专辑《给》备受好评，横扫第33和34届金曲奖，共计入围十个奖项，并赢得“最佳单曲制作人”头衔。
距离上次《是日救星巡回演唱会旗舰返航版》已将近五年，徐佳瑩经历了许多成长，在生活中组建了家庭，事业上也取得了显著成就。虽然生活和工作越来越忙碌，但她依然珍惜能够在大家面前唱歌的机会。
徐佳瑩表示她已经准备好重返大舞台，以她最喜欢和擅长的音乐回馈歌迷。这次演唱会的歌单和内容都经过她的精心设计，希望能为观众带来一场充满惊喜的音乐盛宴。她以准备一份惊喜礼物的心情筹备演唱会，希望不仅自己在演唱会上玩得开心，观众也能同样享受到演唱会的精彩。

## 制作
演唱會製作無論視覺還是聽覺都達到頂級水準。舞台设计使用了重量级的双旋转舞台和四面巨大的LED屏幕，並設置了一個由4000顆燈點打造的「懸浮黑洞」，双旋转舞台總重40噸，相當於20台休旅車的重量。四面巨型LED螢幕面積高達500平方公尺，比一座籃球場還要大。舞台上搭建了1500公尺的鋼架，相當於三座台北101相加的高度。全場更使用了高達800顆燈，營造出無可比擬的效果。
聽覺方面，精心编排的音乐，既有保持原貌的曲目，也有融入弦乐团的改编，21位樂手及弦樂團的融入，呈現豐富多元的音樂效果。為演唱會所精心設計的「生活奢侈品」周邊商品，既實用又有質感。而演唱會電子場刊的設計，透過掃QR code就可以了解演唱會幕後秘密，環保又特別。

## 場次列表
| 場次 | 日期           | 國家／地區 | 城市           | 場館                           | 嘉賓         |
| ---- | -------------- | ---------- | -------------- | ------------------------------ | ------------ |
| 1    | 2023年11月4日  | 臺灣       | 台北           | 臺北小巨蛋                     | 高尔宣       |
| 2    | 2023年11月5日  | 臺灣       | 台北           | 臺北小巨蛋                     | HUSH、艾怡良 |
| 3    | 2024年3月9日   | 中国大陆   | 广州           | 广州体育馆                     | 汪苏泷       |
| 4    | 2024年4月13日  | 中国大陆   | 成都           | 凤凰山体育公园综合体育馆       |              |
| 5    | 2024年5月25日  | 中国大陆   | 北京           | 首都体育馆                     | 毛不易       |
| 6    | 2024年6月15日  | 中国大陆   | 南京           | 南京奥林匹克体育中心体育馆     |              |
| 7    | 2024年6月29日  | 中国大陆   | 武汉           | 武汉体育中心体育馆             |              |
| 8    | 2024年7月6日   | 中国大陆   | 深圳           | 深圳湾体育中心“春茧”体育馆     | 裘德         |
| 9    | 2024年7月20日  | 中国大陆   | 长沙           | 湖南国际会展中心·芒果馆        |              |
| 10   | 2024年8月3日   | 中国大陆   | 上海           | 梅赛德斯-奔驰文化中心          | 袁娅维       |
| 11   | 2024年9月21日  | 香港       | 香港           | 紅磡香港體育館                 | 林家謙       |
| 12   | 2024年10月5日  | 臺灣       | 高雄           | 高雄巨蛋                       | 動力火車     |
| 13   | 2024年12月21日 | 中国大陆   | 重慶           | 重慶國際博覽中心               |              |
| 14   | 2025年1月11日  | 中国大陆   | 杭州           | 杭州奥体中心体育馆             | 阿肆         |
| 15   | 2025年3月8日   | 中国大陆   | 蘇州           | 苏州奥林匹克体育中心体育馆     |              |
| 16   | 2025年3月22日  | 中国大陆   | 佛山           | 佛山国际体育文化演艺中心       |              |
| 17   | 2025年4月12日  | 中国大陆   | 福州           | 福州海峡奥林匹克体育中心综合馆 |              |
| 18   | 2025年4月19日  | 中国大陆   | 鄭州           | 郑州奥体中心体育馆             |              |
| 19   | 2025年4月26日  | 中国大陆   | 西安           | 西安奥体中心體育館             |              |
| 20   | 2025年5月17日  | 中国大陆   | 宁波           | 宁波奥体中心体育馆             |              |
| 21   | 2025年6月14日  | 中国大陆   | 上海           | 梅赛德斯-奔驰文化中心          | 吳青峰       |
| 22   | 2025年6月21日  | 中国大陆   | 深圳           | 深圳大運中心體育館             | 王錚亮       |
| 23   | 2025年6月28日  | 中国大陆   | 北京           | 華熙LIVE·五棵松                |              |
| 24   | 2025年8月8日   | 新加坡     | 新加坡         | 星宇表演艺术中心               |              |
| 25   | 2025年8月10日  | 马来西亚   | 吉隆坡         | Mega Star Arena                |              |
| 26   | 2025年8月28日  |            | 悉尼           | 悉尼国际会展中心               |              |
| 27   | 2025年8月31日  | 墨尔本     | 墨尔本会展中心 |                                |              |

## 演出曲目
以下曲目列表僅以2023年11月4日台北站首场為代表。
Act 1：Opening
1. 給
2. 以上皆非
3. 圓舞曲
4. 極限
5. 高空彈跳
6. 病人
7. 言不由衷
8. 沒有第三者的分手
9. 你敢不敢

Act 2：佳瑩之音VCR
1. 心裡學
2. 不在一起就不會分開
3. 在意這件事
4. 哼情歌（點歌）
5. VIP
6. Love
7. 樹洞的聲音
8. 雛形
9. 行走的魚
10. 真的傻
11. 尋人啟事
12. 我想到你就再也不怕
13. 失落沙洲

Act 3：樂手Solo ⠀⠀⠀⠀
1. 離開動物園的獅子
2. 切歌
3. 香水
4. 現在不跳舞要幹嘛
5. 準明星
6. 傲嬌 + Without You (featuring 高爾宣)
7. 灰色
8. 一樣的月光

Act 4：Encore ⠀⠀⠀⠀
1. 調色盤
2. 身騎白馬

- 2023年11月5日臺北場，徐佳瑩演唱《人啊》和《不怕慶祝》，並和HUSH以及艾怡良共同演唱《準明星》和《傲嬌》，未演唱《調色盤》。
- 2024年3月9日廣州場，徐佳瑩演唱《不怕慶祝》，並和汪蘇瀧共同演唱《行走的魚》，未演唱《不在一起就不會分開》、《真的傻》、《傲嬌》和《調色盤》。
- 2024年4月13日成都場，徐佳瑩演唱《綠洲》、《到此為止》和《不難》，未演唱《不在一起就不會分開》、《真的傻》、《傲嬌》、《調色盤》。
- 2024年5月25日北京場，徐佳瑩演唱《不怕慶祝》、《不難》和《綠洲》，並和毛不易共同演唱《雛形》和《芬芳一生》，未演唱《不在一起就不會分開》、《真的傻》、《傲嬌》、《調色盤》。
- 2024年6月15日南京場，徐佳瑩演唱《理想人生》、《不怕慶祝》、《懼高症》和《人啊》，未演唱《不在一起就不會分開》、《真的傻》、《傲嬌》、《灰色》和《調色盤》。
- 2024年6月29日武漢場，徐佳瑩演唱《不怕慶祝》、《會呼吸的痛》和《到此為止》，未演唱《不在一起就不會分開》、《真的傻》、《傲嬌》和《調色盤》。
- 2024年7月6日深圳場，徐佳瑩演唱《不怕慶祝》、《不難》和《綠洲》，並和裘德共同演唱《到此為止》和《色盲》，未演唱《不在一起就不會分開》、《傲嬌》和《調色盤》。
- 2024年7月20日長沙場，徐佳瑩演唱《不怕慶祝》、《好久不見》和《喜歡你》，未演唱《不在一起就不會分開》、《真的傻》、《傲嬌》和《調色盤》。
- 2024年8月3日上海場，徐佳瑩演唱《不難》、《不怕慶祝》、《潛規則》和《修煉愛情》，並和袁婭維共同演唱《離開動物園的獅子》、《切歌》和《大哉問》，未演唱《沒有第三者的分手》、《不在一起就不會分開》、《真的傻》、《傲嬌》和《調色盤》。
- 2024年9月21日香港場，徐佳瑩演唱《不難》、《不怕慶祝》、《浪費》和《懼高症》，並和林家謙共同演唱《遺失的靈魂》，未演唱《沒有第三者的分手》、《不在一起就不會分開》、《真的傻》、《傲嬌》和《調色盤》。
- 2024年10月5日高雄場，徐佳瑩演唱《不難》、《人啊》、《辣椒》、《瓶頸》、《大頭仔》、《遺失的靈魂》、《不怕慶祝》、《到此為止》和《理想人生》，並和動力火車共同演唱《準明星》、《酒醉的探戈2001》和《當》，未演唱《沒有第三者的分手》、《離開動物園的獅子》、《不在一起就不會分開》、《真的傻》、《傲嬌》和《調色盤》。

## 幕后人员
- 主辦單位 – 亞神音樂娛樂、宜辰整合行銷
- 出品 – 亞神音樂娛樂
- 監製 – 李文亭
- 創意統籌 – 葛大為
- 藝人經紀 – 劉欣怡、高若蓁
- 經紀宣傳統籌 – 劉欣怡
- 經紀 – 吳宛津、簡鈺瀅
- 企劃統籌 – 潘恩琪
- 企劃 – 薛麒威
- 文案 – 陳冠亨、葛大為
- 宣傳經理 – 陳怡婷
- 宣傳 – 劉漢玉、吳東昀
- 法務行政總監 – 閻立學
- 版權 – 李冠琪
- 數位暨業務發行 – 吳婉萍、林辰穎、方凱莉
- 演唱會製作 – YASSS! 亞斯娛樂
- 導演 – Evan Wu
- 執行導演 – 林筳葦
- 製作團隊 – 洪冠喬、張晏慈、張家瑜、張智凱、吳思穎、盧詩涵
- 演出行政 – 高亭誼
- 音乐总监 – 陳君豪
- 音乐助理 – 沈冠霖、林頡
- 调音工程师 – 毛琮文
- 监听工程师 – 林宗磊
- 技术工程师 – 莊政翰
- 乐队总监 – 寗子達
- 贝斯 – 寗子達
- 吉他 – 王漢威、屠衡
- 键盘 – 溫奕哲
- 鼓 – 李定楠
- 打击乐器 – 葉俊麟
- 和声 – 梁世韻、許雯惠
- 音乐编程 – 薛位山
- 弦乐 – 曜爆甘音樂工作室
- 弦乐指挥 – 蔡曜宇
- 第一小提琴 – 蔡曜宇、沈羿彣、駱思云
- 第二小提琴 – 朱奕寧 、黃雨柔、黃瑾諍
- 中提琴 – 甘威鵬、潘自琦、牟啟東
- 大提琴 – 劉涵、葉欲新、白竹君
- 弦乐管理 – 林舜瑜
- 造型統籌 – 方綺倫
- 造型執行 – 楊孟築、宋上慈、張祐豪
- 藝人化妝 – 陳佳惠
- 化妝助理 – 劉佳琦
- 藝人髮型 – 劉珈妘（ZOOM Hairstyling）
- 髮型助理 – 陳翰志、楊珮珊
- 工程總監 – 楊明佃
- 硬體統籌 – 蔣裕智、許毓凌
- 統籌執行 – 鍾偉治、林佩樺、林妗錞、周玟儀
- 舞台設計 – 黎仕祺
- 舞台助理設計 – 蔡茵涵、虞其臻
- 燈光設計 – 吳玉麟、陳岳世、郭詠晴（鹿米工作室）
- 雷射設計 – 陳逸明
- 雷射協力 – 風國宜、杜建勳
- 導播 – 李麗芳
- 導播助理– 吳佩璇
- 藝術總監 – 圈外映像
- 視覺設計 – 邱煥升
- 視覺統籌 – 邱煥升（拾荒文化影像有限公司）
- 視覺執行 – 邱煥升、曾培語、鍾麗婷
- 動畫製作 – 張釋文、曾培語、邱煥升、周怡均、鍾麗婷、徐瑜婷、蘇山、鄭佳蓉、李祥麟、林旻葶、陳紫蘋
- 美術設計 – 莊禾、張云昕、洪芷寧
- 3D製作 – Vincent Huang
- NOTCH 設計製作 – 林旺廷
- 專案管理 – 張聖壯
- 行政統籌：吳芳如、張勝傑
- 行政協力 – 趙恪弘
- 票務行政 – 鍾蕓竹
- 舞台工程 – 城鎮舞台
- 燈光工程 – 必應燈光
- 音響工程 – 必應音響
- 視訊工程 – 成陽傳播
- 轉播工程 – 無限映像
- 結構工程 – 星船結構
- 動力機械 – 城鎮舞台
- 雷射工程 – 垠鑫雷射
- 電力工程 – 鴻州電力
- 特效工程 – 宏益特效
- Intercom工程 – 藝祈實業
- 周邊工程 – 玩美企業
- 現場人力 – MARS瑪思
- 主視覺設計 – 三頁文 顏伯駿
- 主視覺攝影 – 郭桓誥
- 演唱會周邊商品設計 – 三頁文 周邑勳
- 平面攝影 – Mr. Triangle、原作攝影&瀧耀時光創意工作室、許世錦、何晨瀧、王宏仁、曾光中
- 演唱會 LIVE MV 製作團隊 – 複数同位體映像有限公司 8ID STUDIO
- 導演 – 張天城、魏奕旻
- 製片 – 杜德修
- 攝影師 – 張天城、魏奕旻、陳翔科、陳韋翰、郭彥澤、莊竣瑋、李金勳、徐英誠
- 電子場刊設計 – BeBo H_Design
- 特別感謝 – 黃麗群
- 台北場冠名贊助 – SUZUKI SWIFT

以上人事信息以2023年11月4–5日台北站為代表，内容来自鹿米工作室脸书。